# Jean-Paul Lefebvre-Filleau
Pour les articles homonymes, voir Filleau et Lefebvre.
Jean-Paul Lefebvre-Filleau est un essayiste, officier militaire et prêtre orthodoxe français.

## Biographie
Né à Sallenelles en 1950 dans une famille de notables, il entreprend des études de droit à Paris avant de réussir le concours d’entrée à l’Ecole des Officiers.   
Lieutenant-colonel de gendarmerie, promu colonel de réserve après avoir pris sa retraite en 2005, Jean-Paul Lefebvre-Filleau est ordonné prêtre orthodoxe en mai 2013 à Caen,. 
Depuis 2015, il est l'aumônier orthodoxe de la préfecture de police de Paris.
Également écrivain et chroniqueur historique, il est aussi conférencier. Il a écrit une vingtaine d'ouvrages et reçu plusieurs prix littéraires[Lesquels ?]. Son livre L'Affaire Bernadette Soubirous, traduit en plusieurs langues, a reçu le Grand Prix des écrivains de France.
Il est membre de la Société des gens de lettres de France, officier de l’Ordre National du Mérite et chevalier de la Légion d'honneur.

## Livres
- Voyous de Normandie.
- La Guerre de cent ans en Normandie, Corlet, 2011.
- Saint-Vincent de Paul contre les pirates barbaresques.
- Guy de Maupassant fils de Flaubert.
- Mystères en Normandie.
- Les Farces du normand Alphonse Allais, Éditeur Bertout, 2000, collection La Mémoire normande  (ISBN 2867432472)
- Moines francs-maçons du pays de Caux.
- Gendarme FFI de l’Ile de France.
- Vidocq contre les chauffeurs de la Somme.
- On a assassiné Zola.
- Saint Paul : le missionnaire, Paris, éditions Pierre Téqui, 2015, 304 p. (ISBN 978-2-7403-1875-1).
- Ces Français qui ont collaboré avec le IIIe Reich, Paris, éditions JC Lattès, 2017, 544 p. (ISBN 978-2-268-08500-5).
- L'affaire Bernadette Soubirous, Éditions du Cerf, 1997 – Grand Prix des écrivains de France[4] ; traduit en plusieurs langues.
- Femmes de la Résistance, 1940-1945, Monaco, éditions du Rocher, 2020  (ISBN 978-2-268-10315-0), 676 pages[4].
- Histoires insolites de Normandie, éditions Orep, 2022